# Aglantha
Genre
Aglantha est un genre de Trachyméduses (hydrozoaires) de la famille des Rhopalonematidae.

## Liste d'espèces
Selon World Register of Marine Species (6 avril 2016), Aglantha comprend les espèces suivantes :
- Aglantha digitale O. F. Müller, 1776
- Aglantha elata Haeckel, 1879
- Aglantha elongata Lesson, 1843
- Aglantha ignea Vanhöffen, 1902
- Aglantha intermedia Bigelow, 1909